# Sonate pour violoncelle et piano de Farrenc
Pour les articles homonymes, voir Sonate pour violoncelle et piano.
La Sonate pour violoncelle et piano op. 46 en si bémol majeur de Louise Farrenc est une œuvre de musique de chambre pour piano et violoncelle composée en 1857.

## Présentation
La Sonate pour piano et violoncelle de Louise Farrenc est composée en 1857. C'est la dernière œuvre de musique de chambre de la compositrice. 
La partition est publiée en 1861, par Aristide Farrenc, mari et éditeur de Louise Farrenc. L'œuvre est dédiée au violoncelliste Charles Lebouc.

## Structure
La Sonate adopte la coupe traditionnelle de la sonate en trois mouvements :
1. Allegro moderato à
2. Andante sostenuto à
3. Finale – Allegro à

## Analyse
Si dans son style et ses dimensions la Sonate pour violoncelle se rapproche des deux sonates pour violon de la compositrice, la musicologue Bea Friedland souligne que la partie de piano en diffère en revanche par sa densité, « donnant ainsi à l’œuvre une dimension dramatique nouvelle ».

## Discographie
- Music For Cello And Piano By Female Composers Of The 19th Century, par Thomas Blees (violoncelle) et Maria Bergmann (piano), FSM  FCD 97728, 1990.
- French Cello Sonatas, par David Berlin (violoncelle) et Benjamin Martin (piano), avec les sonates de Chopin et Saint-Saëns, ABC Classic 485 5165, 2020.